# Гузар Ірина Юліанівна
Гу́зар Ірина Юліанівна (нар. 26 грудня 1905, Львів — пом. 4 січня 2008, Львів) — літературознавець. Доктор філологічних наук (1968). Член управи НТШ у Канаді.

## Біографія
Закінчила Львівський університет (1931). У 1931—1939 — викладач німецької мови і класичної філології в гімназії сестер Василіянок у Львові; викладач, доцент і виконувач обов'язків професора Львівського університету. 1973 звільнена з роботи під час кампанії по боротьбі з українським націоналізмом. 1974—1979 — доцент Педагогічного інституту у м. Куляб (Таджикистан). Від 1985 — у Торонто. Досліджує німецьку літературу і філософію, українсько-німецькі літературні і культурні зв'язки. Переклала німецькою мовою поему «Мойсей» І. Франка, низку віршів Т. Шевченка і сонетів М. Зерова, повість М. Коцюбинського «Тіні забутих предків», збірник оповідань О. Гончара «Зірниця» («Das Wetterleuchten», Kiew, 1976).
Низка праць Гузар лишилися у рукописах, зокрема (латинською, польською, німецькою мовами):
- «Про містичні елементи та їх термінологію у драмах Евкліда» (1927);
- «Метафори і порівняння у діалогах Платона» (1929);
- «Предметне мислення Ґете і наочність його мови» (1949);

не вдалося віднайти загублені видавцями рукописи:
- «Драма Е. Толлера „Masse Menach“» (Львів, 1927; німецькою);
- «Сатири і літературні листи Горація» (Львів, 1928; польською).

## Праці
- Релігійний світогляд Ґете // Дзвони. 1932, берез.—квіт.;
- Овідій в німецькій літературі // Публій Овідій Назон: До 2000-річчя з дня народж. Л., 1960;
- Ґете і Геракліт // ПКФ. 1963. Вип. 3;
- Німецькі письменники XVIII ст. про Шекспіра // ІФ. 1966. Вип. 1;
- Антична тематика в сучасній німецькій літературі // Там само. 1968. Вип. 17;
- Antike Grundlagen der frühmittelalterlichen Ästhetik // Das Altertum. Hf. 2. Berlin, 1969. Bd. 15;
- Hölderlin und ionische Naturphilosophie // Там само. Hf. 4. Berlin, 1970. Bd. 16;
- Die Idee der Vergottung der Menschen bei J. J. Winckelmann // Beiträge zu einem neuen Winckelmannbild. Berlin, 1973;
- Mykola Serov — ein bedeutender ukrainischer Altphilologe // Das Altertum. Hf. 2. Berlin, 1977. Bd. 23;
- Die künstlerische Auffassung des Mythos bei Thomas Mann // Antikerezeption, Antikeverhältmis, Antikebegegnung in Vergangeheit und Gegenwart. Eine Aufsatzsammlung. Berlin, 1979;
- J. J. Winckelmann in den ostslawischen Ländern // Beiträge zu der internationalen Wirkung J. J. Winckelmanns. Teil 2—3. Stendal, 1979;
- Die Rolle der italienischen Renaissance in J. W. Goethes künstlerischer Schaffensmethode // Quaderni di storia (Bari). 1980, luglio—dicembre;
- Der antike Harmoniebegriff — Fortleben und Umbildung // Uberlieferungs-geschichtliche Untersuchungen. Berlin, 1981. Bd. 125;
- Україна в орбіті європейської мислі [Архівовано 23 листопада 2020 у Wayback Machine.]. Торонто; Л., 1995;
- Релігійно-філософська антропологія Григорія Сковороди // Альм. «Нового Шляху». Торонто, 1998;
- Шевченко і Ґете [Архівовано 21 листопада 2016 у Wayback Machine.]. Торонто, 1999;
- Die weltweite Wirkung der deutschen Weimarer Klassik. Schewtschenko und Goethe. Donetsk, 2001;
- Вибрані праці про Г. Сковороду, Т. Г. Шевченка і І. Канта. Д., 2004.